# فرنسيسكو بيريز (سياسي)
فرنسيسكو بيريز (بالإسبانية: Francisco Pérez)‏ هو محامي وسياسي أرجنتيني، ولد في 15 مايو 1967 في سان سلفادور دي خوخوي في الأرجنتين. حزبياً، نشط في Front for Victory ‏ والحزب العدلي. وقد انتخب .